# إدوارد أ. بيس
إدوارد أ. بيس (بالإنجليزية: Edward A. Pace)‏ هو عالم نفس أمريكي، ولد في 3 يوليو 1861، وتوفي في 26 أبريل 1938.